# Tinodes turbulentus
Tinodes turbulentus là một loài Trichoptera trong họ Psychomyiidae. Chúng phân bố ở miền Cổ bắc.